# Chirindia langi
Chirindia langi är en ödleart som beskrevs av  Vivian William Maynard Fitzsimons 1939. Chirindia langi ingår i släktet Chirindia och familjen Amphisbaenidae.

## Underarter
Arten delas in i följande underarter:
- C. l. langi
- C. l. occidentalis